# Michael-Benedikt von Sachsen-Weimar-Eisenach

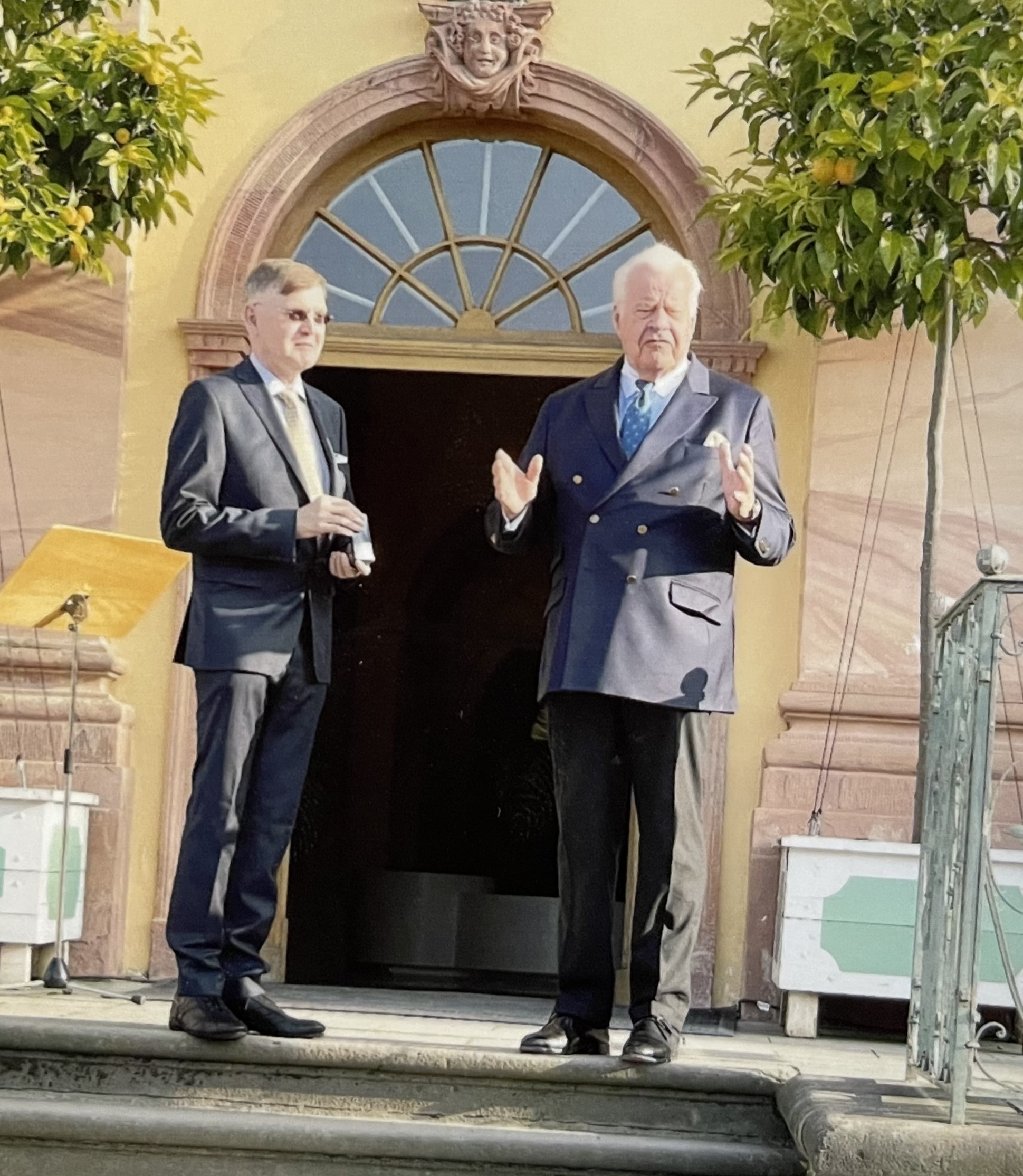
Michael-Benedikt von Sachsen-Weimar-Eisenach (rechts), 2023

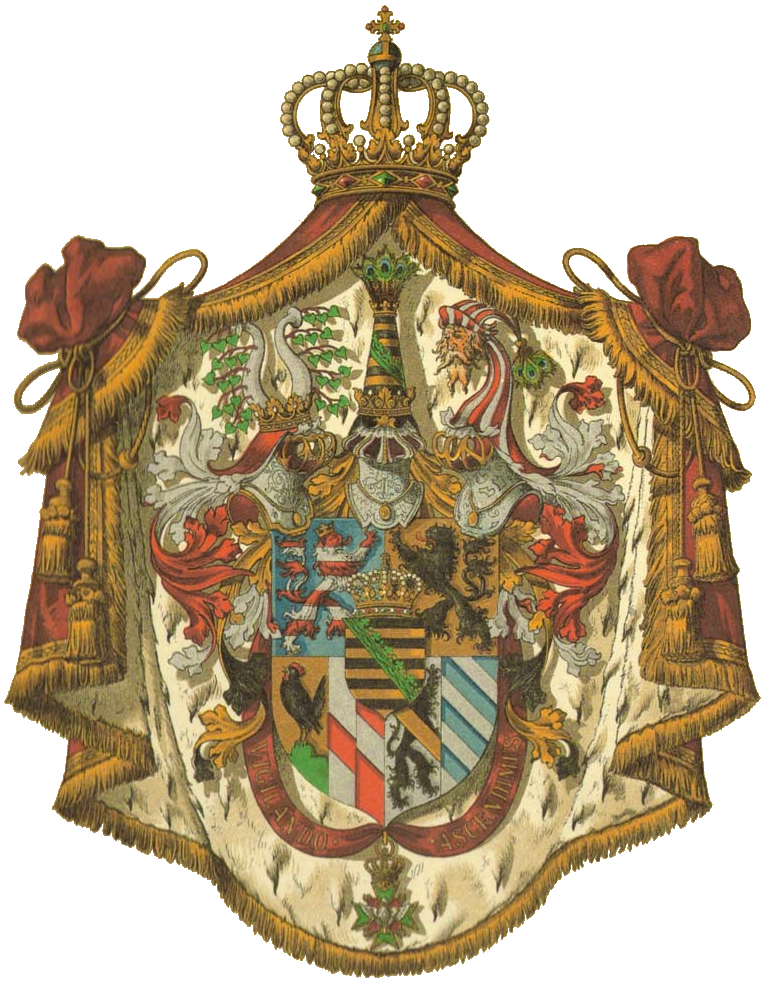
Wappen des ehemaligen Großherzogtums Sachsen-Weimar-Eisenach

Michael-Benedikt Georg Jobst Karl Alexander Bernhard Claus Frederick Prinz von Sachsen-Weimar-Eisenach (* 15. November 1946 in Bamberg) ist ein Jurist, Unternehmer und seit 1988 Chef des Hauses Sachsen-Weimar und damit zugleich der Senior des Gesamthauses Wettin.

## Familie
Michael-Benedikt von Sachsen-Weimar-Eisenach ist der einzige Sohn von Karl-August von Sachsen-Weimar-Eisenach (1912–1988) und seiner Ehefrau Elisabeth Freiin von Wangenheim-Winterstein (1912–2010). Er hat zwei Schwestern, Elisabeth Sophie (* 1945) und Beatrice-Maria (* 1948).
Sein Großvater Wilhelm Ernst von Sachsen-Weimar-Eisenach (1876–1923) war der letzte regierende Großherzog. Seine Ururgroßtante Prinzessin Augusta von Sachsen-Weimar-Eisenach war die Gemahlin des ersten deutschen Kaisers Wilhelm I. Durch die Enkelin des britischen Königs Georg II., Prinzessin Augusta von Hannover, nimmt er einen Platz in der britischen Thronfolge ein (Platz 569). Seine Ururgroßmutter Großherzogin Sophie war eine Prinzessin der Niederlande. Bis zur Änderung der niederländischen Verfassung 1921 im Nachklang des Ersten Weltkrieges stellte das Haus Sachsen-Weimar den niederländischen Thronfolger für den Fall des Aussterbens des Hauses Oranien-Nassau.

## Leben

### Kindheit, Ausbildung und Beruf
Michael-Benedikt von Sachsen-Weimar-Eisenach wurde am 15. November 1946 in Bamberg geboren, nachdem kurz zuvor, im Juni 1945, seine Eltern aus Thüringen geflüchtet waren. 1948, zur Zeit der sowjetischen Besatzung, wurden den Angehörigen des Hauses Sachsen-Weimar-Eisenach durch die thüringische Landesregierung die bürgerlichen Rechte aberkannt, um sich gegen die Anrufung ordentlicher Gerichte gegen den Bruch des Staatsvertrages mit dem Haus Sachsen-Weimar-Eisenach von 1921 und der Thüringer Landesverfassung zu schützen. Daher war an eine Rückkehr der Familie nach Thüringen nicht zu denken. Nach eigener Aussage war die Flucht für seine Eltern ein „traumatisches Ereignis“, „eine Amputation, die tiefe Narben in ihrer Psyche hinterlassen hat“. Als Jugendlicher sei er mit den Eltern an die hessisch-thüringische Grenze gefahren und habe aus der Ferne die Wartburg angeschaut. Die Familie lebte später in Weikersheim, dann in Tübingen und Stuttgart. Mit 15 Jahren kam Michael-Benedikt an das Internat Schule Schloss Salem und bestand dort 1966 das Abitur. Im Anschluss studierte er Jura in Freiburg und Kiel.
Seine Berufstätigkeit begann er 1969 bis 1970 als Broker in New York City. Weitere Lebensstationen waren Amsterdam, London und Tokio.
Die DDR besuchte er erstmals 1972 mit einem britischen Pass, den er als Nachfahre König Georgs I.  erhalten hatte. Ein zweiter Besuch erfolgte Ostern 1987, als er seine Tochter Leonie in der Herderkirche in Weimar taufen ließ.
Seit 1990 ist er in der Wartburg-Stiftung, Eisenach, die 1921 von seinem Großvater gegründet wurde, aktiv und engagiert sich für dieselbe als Stiftungsrat und Beiratsvorsitzender der Wartburg-Wirtschaftsbetriebe.
Nachdem im September 1994 das Entschädigungs- und Ausgleichsleistungsgesetz (ELAG) beschlossen wurde mit der Regelung, dass die von der Sowjetischen Militäradministration in Deutschland erfolgten Bodenenteignungen nicht rückgängig gemacht, sondern entschädigt werden sollten, kaufte Michael-Benedikt rund 2.500 ha Wald bei Zillbach (Schwallungen) aus ehemaligem Familienbesitz zurück.
Ende der 1990er Jahre beantragte er den Teil der Hinterlassenschaft von Johann Wolfgang von Goethe und Friedrich Schiller, der bis 1918 im Privatbesitz seines Vaters war, zurück. Er begründete seine Ansprüche mit der herrschenden Rechtslage (Vermögensgesetz/EALG). Ebenso im Gespräch waren Immobilien und bewegliche Kunstgüter, die Objekte gehörten nach Einigungsvertrag von 1921 als Privateigentum seinem Vater Carl-August. Nach gütlicher Einigung übertrug er 2004 alle Ansprüche auf Rückgabe von Nachlasswerten nach EALG auf den Freistaat Thüringen.

### Kulturelles und politisches Engagement
Michael-Benedikt von Sachsen-Weimar-Eisenach lebt in Mannheim, hat aber ein Haus und Unternehmen in Thüringen und ist an der politischen und kulturellen Entwicklung des Landes interessiert. Er fühlt sich dabei gemäß der Tradition seines Hauses der Pflege der Heimat- und Kulturlandschaft, insbesondere in Weimar und auf der Wartburg, verpflichtet und ist in entsprechenden Vereinen und Kuratorien tätig. Als aktiver Stiftungsrat ist er eng mit der Entwicklung der Klassik Stiftung Weimar verbunden. Sein Ziel ist es, die Klassikstiftung mit ihren Schätzen „aus dem Dornröschenschlaf der Regionalität zu wecken, sie international werden zu lassen. Um dieses Kulturjuwel auch außerhalb Thüringens erstrahlen zu lassen“. Der Verzicht auf die wertvollen Kulturgüter wurde am 20. September 2005 durch die Verleihung der Maecenas-Ehrung des Arbeitskreises selbständiger Kultur-Institute e. V. (AsKI) im Bundesrat gewürdigt. Die Laudatio hielt Ministerpräsident a. D. Kurt Biedenkopf.
Den Landschaftsveränderungen durch Windenergieanlagen und Überlandstromtrassen steht er skeptisch gegenüber, ebenso sieht er eine Gefährdung des Industriestandorts Deutschland durch die Energiewende.
Bei der Thüringer Landesausstellung 2016 „Die Ernestiner. Eine Dynastie prägt Europa“ trat er als Vertreter des Fürstenhauses auf und veröffentlichte begleitend die Publikation „Auf den Spuren der Großherzöge von Sachsen-Weimar-Eisenach.“

### Ehen, Nachkommen und Nachfolge
Am 9. Juni 1970 heiratete Michael-Benedikt von Sachsen-Weimar-Eisenach in Breitscheid Renate Henkel (* 17. September 1947). Die kinderlos gebliebene Ehe wurde 1974 geschieden. Am 15. November 1980 heiratete er in London Dagmar Hennings (* 24. Juni 1948).
Aus der Ehe mit Dagmar Hennings ging eine Tochter hervor: Leonie Mercedes Augusta Silva Elisabeth Margarethe (* 30. Oktober 1986 in Frankfurt am Main, getauft Ostern 1987 in Weimar). Sie soll seine Nachfolgerin in den Stiftungsräten der Wartburg-Stiftung und Klassik-Stiftung Weimar werden.
Da im Haus Sachsen-Weimar noch immer das salische Gesetz gilt, war vorgesehen dass die Position als Hauschef der Wettiner nicht seine Tochter, sondern sein Cousin Wilhelm Ernst Prinz von Sachsen-Weimar-Eisenach bzw. dessen Sohn die Nachfolge antreten. Da beide inzwischen verstorben sind und es an anderen männlichen Nachfahren mangelt, ist nun doch Tochter Leonie zumindest kommissarisch aber ohne Zeitbeschränkung als Nachfolge ernannt.

## Mitgliedschaften
- 1990 Stiftungsrat der Wartburg-Stiftung
- 2009 Stiftungsrat der Klassik Stiftung Weimar auf Lebenszeit

## Auszeichnungen
- 2005  Maecenas-Ehrung des Arbeitskreises selbständiger Kultur-Institute e. V.

## Orden und Ehrenzeichen
- Friedensbaum-Gedenkmedaille (englisch: Memorial Medal of Tree of Peace), Sonderklasse mit Rubinen (12. Mai 2022).[8]